# Quimera (peix)
|  | Aquest article tracta sobre l'espècie piscícola. Si cerqueu els grup taxonòmic supra-específic, vegeu «quimeres (peixos)». |

La quimera, gatamoixa, ullverd, o emperador - entre moltes d'altres denominacions vernacles - (Chimaera monstrosa) és una espècie de peix cartilaginós quimeriforme de la família Chimaeridae.
Ch. monstrosa pot assolir 1,5 metres de llarg i pesar 2,5 kg. El color és marró, amb ratlles blanques en diferents les direccions. Els ulls són grans i de color verd. La línia lateral es pot apreciar clarament al cap. En l'aleta dorsal té una espina verinosa que pot causar molt dolor.

És ovípar i l'època de fresa és a la primavera i l'estiu. Té un cicle de vida molt lent, arribant a la maduresa sexual entre els 11,2 i els 13,4 anys, amb una esperança de vida d'entre 26 i 30 anys.
Pel que fa a l'hàbitat, aquesta espècie prefereix la plataforma continental superior entre els 300 i 500 metres de profunditat, amb un màxim confirmat de 1.663 metres. En aigües menys profundes normalment se'n poden observar de malalts o a punt de morir. És pròpia de l'est de l'oceà Atlàntic, des de l'oest d'Àfrica fins al nord de Noruega i Islàndia. També se n'han vist a la part occidental de la mar Mediterrània i, possiblement, al sud d'Àfrica.